# Phil Andrews
Phil Andrews (ur. 20 sierpnia 1966 roku w Birmingham) – brytyjski kierowca wyścigowy.

## Kariera
Andrews rozpoczął karierę w wyścigach samochodowych w 1986 roku od startów w Europejskim Pucharze Formuły Ford 1600. Z dorobkiem piętnastu punktów uplasował się na ósmej pozycji w klasyfikacji generalnej. W tym samym roku w Festiwalu Formuły Ford był siódmy. W późniejszych latach pojawiał się także w stawce Formuły 3 Euro Series, Brytyjskiej Formuły 3, Formuły 3000, Brytyjskiej Formuły 3000, Sportscar World Championship, World Cup Formula 3000 - Moosehead GP, Brytyjskiej Formuły 2, 24-godzinnego wyścigu Le Mans, Formuły 3000 Birkin Cars/TVR Invitational Race, Global GT Championship, National Saloon Cup Great Britain, EuroBOSS, American Le Mans Series, 1000 km Le Mans, Le Mans Endurance Series oraz Ferrari Challenge Europe - Trofeo Pirelli.
W Formule 3000 Brytyjczyk startował w latach 1988-1999, 1992-1993. Jednak w żadnym z 39 wyścigów, w których wystartował, nie zdobył punktów.